# Cigentur (Tanjungkerta)
Cigentur is een bestuurslaag in het regentschap Sumedang van de provincie West-Java, Indonesië. Cigentur telt 2403 inwoners (volkstelling 2010).